# Les plus grands succès de Céline Dion
Les plus grands succès de Céline Dion (pl. Największe hity Celine Dion) – francuski album zawierający największe hity Kanadyjskiej piosenkarki Céline Dion, wydany w Quebecu (Kanada) 17 września 1984. To ósmy francuski album wokalistki.

## Lista utworów
1. „Ce n'était qu'un rêve” – 3:00
2. „La voix du bon Dieu” – 3:00
3. „Tellement j'ai d'amour pour toi” – 2:57
4. „D'amour ou d'amitié” – 2:28
5. „Glory Alleluia” – 4:17
6. „Mon ami m'a quittée” – 3:47
7. „Ne me plaignez pas” – 3:10
8. „Un enfant” – 2:56
9. „Vivre et donner” – 3:59
10. „Les chemins de ma maison” – 3:35